# Boavus
Il boavo (gen. Boavus) è un rettile estinto, appartenente ai serpenti. Visse nell'Eocene inferiore e medio (circa 50 - 45 milioni di anni fa) e i suoi resti fossili sono stati ritrovati in Nordamerica. 

## Descrizione
Questo animale era simile a un piccolo boa, di dimensioni inferiori al metro e mezzo. La specie più nota, Boavus idelmani, è conosciuta principalmente per due esemplari ritrovati nella formazione Green River dello Wyoming, lunghi rispettivamente 1,2 metri e circa 96 centimetri. Il corpo era relativamente sottile ma dotato delle numerosissime vertebre e costole tipiche delle forme odierne. Anche il cranio era pressoché identico a quello dei boidi attuali.

## Classificazione
Il genere Boavus venne istituito da Othniel Charles Marsh nel 1871, per comprendere alcune specie di piccoli boidi rinvenuti nei terreni eocenici dell'America settentrionale. Le specie note di Boavus sono B. affinis, B. agilis, B. brevis, B. idelmani e B. occidentalis. Sembra che questi serpenti siano strettamente imparentati con gli attuali boa nani (sottofamiglia Tropidophiinae), tipici delle regioni neotropicali. Altri fossili attribuiti con qualche dubbio a Boavus sono stati ritrovati in terreni del Miocene medio.